# Mlungisi Gumbi
Mlungisi Peace Mdluli, conosciuto come Mlungisi Gumbi (Soweto, 9 marzo 1980), è un ex calciatore sudafricano, di ruolo difensore.

## Carriera

### Club
Ha giocato nel campionato sudafricano.

### Nazionale
Ha collezionato la sua unica presenza per la Nazionale sudafricana nel 2006.